# Мирза Шамс Бухари
Мирза Шамс Бухари (узб. Мирзо Шамс Бухорий) (1804 - 1868) — историк эпохи Бухарского эмирата.

## Биография
Мирза Шамс Бухари родился в 1804 году в Бухаре в семье придворного секретаря бухарских эмиров Мирзы Юсуфа. 
Дед Мирза Шамса Мирза Якуб находился при Даниял аталыке в качестве секретаря, такую же должность выполнял его отец Мирза Юсуф при дворе эмира Хайдара. 
Начальное образование Мирза Шамс Бухари получил в Бухаре.  
Все среднеазиатские сочинения отмечают его как видного историка. Он  служил секретарем, а затем в качестве мунша (эмирского секретаря).
Мирза Шамс Бухари написал «О некоторых событиях в Бухаре, Коканде и Кашгаре», в которой осветил современные ему события истории Средней Азии. 
Видимо, Мирза Шамс Бухари умер до 1868 года.